# Saint-Aignan, Morbihan

Saint-Aignan este o comună în departamentul Morbihan, Franța. În 1 ianuarie 2022 avea o populație de 632 de locuitori.